# IC 2749
IC 2749 ist eine Spiralgalaxie vom Hubble-Typ Sc im Sternbild Löwe auf der Ekliptik. Sie ist schätzungsweise 793 Millionen Lichtjahre von der Milchstraße entfernt und hat einen Durchmesser von etwa 140.000 Lichtjahren. Gemeinsam mit PGC 1349470 bildet sie ein (optisches) Galaxienpaar.

Im selben Himmelsareal befinden sich u. a. die Galaxien IC 2740, IC 2748, IC 2757, IC 2783.
Das Objekt wurde am 27. März 1906 von Max Wolf entdeckt.